# Teucholabis (Teucholabis) atripennis
Teucholabis (Teucholabis) atripennis is een tweevleugelige uit de familie steltmuggen (Limoniidae). De soort komt voor in het Neotropisch gebied.